# Haleakalā
Der Haleakalā (deutsch meist Haleakala) oder East Maui Volcano ist ein massiver Schildvulkan, der mehr als 75 % der Fläche der Insel Maui, Hawaii, einnimmt. Der kleinere westliche Teil wird von den West Maui Mountains gebildet.

## Name
Der Name Haleakalā bedeutet auf Deutsch „Haus der Sonne“ und ist mit der Sage verbunden, dass der Halbgott Māui die Sonne dort eingefangen habe.

## Vulkanismus

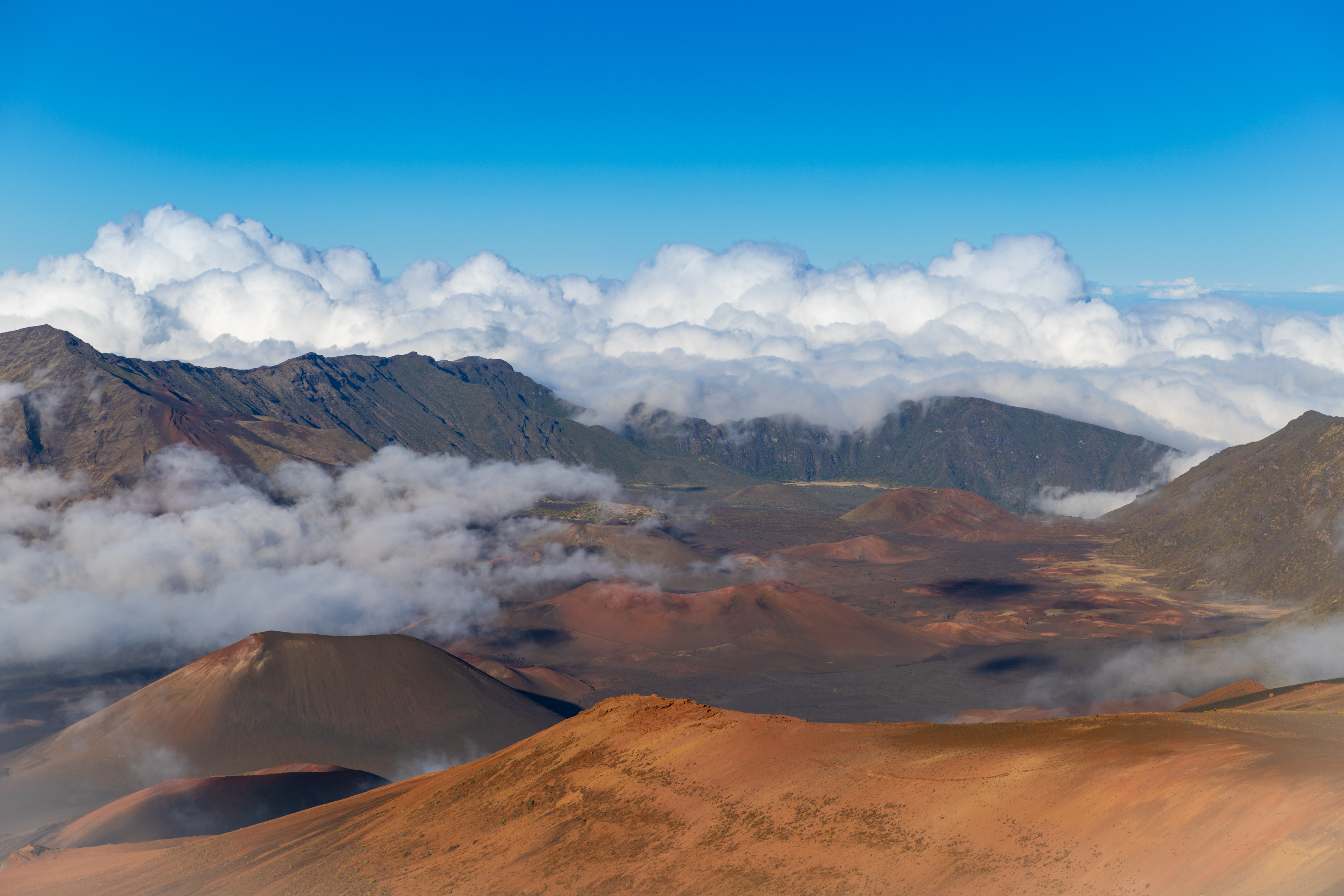
Der Krater des Vulkans Haleakalā

Der Haleakalā ist der einzige Vulkan des hawaiischen Archipels außerhalb der Insel Hawaii, der in den letzten 600 Jahren aktiv war. Bis vor wenigen Jahren wurde vermutet, dass der letzte Ausbruch etwa um 1790 stattgefunden hätte. Neuere Radiokarbon-Messungen deuten allerdings darauf hin, dass die letzte Aktivität auf den Zeitraum zwischen 1450 und 1650 datiert werden muss.
Der Krater des Vulkans weist einen Umfang von 34 km auf und ist damit einer der größten der Erde.

## Forschung auf dem Haleakalā

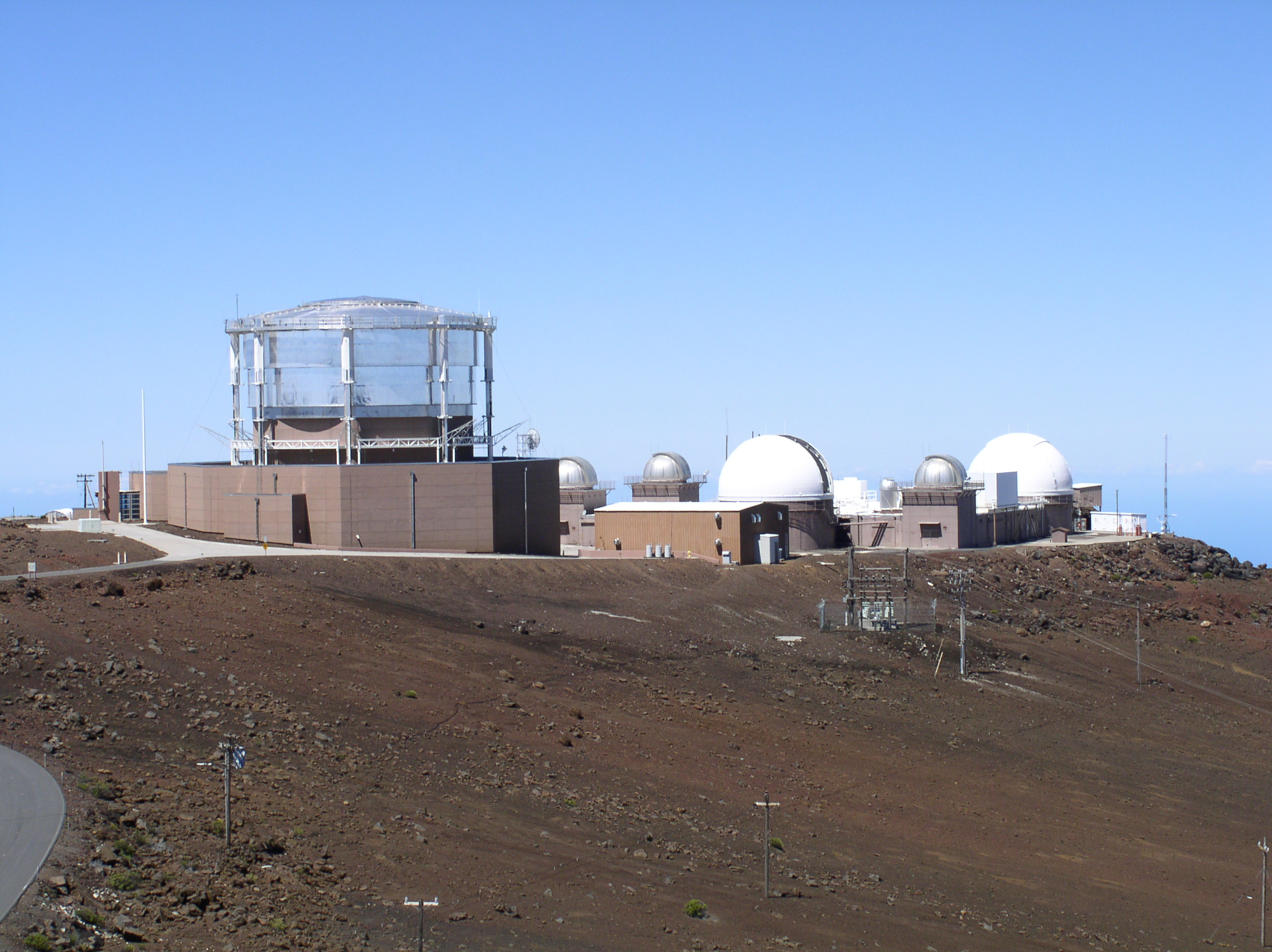
Observatorien auf dem Haleakalā, links das „AEOS“

Aufgrund der bemerkenswerten Klarheit und Trockenheit der Luft und der Höhe von über 3000 Metern über dem Meeresspiegel eignet sich der Gipfel des Haleakalā ähnlich wie der des Mauna Kea sehr gut als Standort von optischen astronomischen Instrumenten. Experten aus aller Welt kommen in den „Science City“ genannten Komplex, wo unter anderem Teleskope der Universität von Hawaii, der US Air Force und anderer Organisationen betrieben werden. Das Advanced Electro-Optical System (AEOS) der Air Force ist mit einem Spiegeldurchmesser von 3,67 m das größte Teleskop auf dem Haleakalā. Es war eines der ersten Teleskope, die mit einer adaptiven Optik ausgestattet waren. Damit ist es möglich, von Satelliten, die in 400 km Höhe vorbeifliegen, Aufnahmen mit einer Auflösung von ca. 10 cm anzufertigen. Weitere Instrumente sind ein 1,6 und zwei 1,2 Meter Spiegelteleskope und eine modernisierte Baker-Nunn-Kamera. Auf dem Haleakalā befinden sich außerdem noch Einrichtungen der Smithsonian Institution und der FAA.
Im Moment befindet sich mit dem Daniel K. Inouye Solar Telescope (DKIST) ein neues 4M Teleskop im Bau, welches ab 2019 zur Erforschung der Sonne dienen wird. Hauptgebiet wird die Erforschung des Magnetfeldes der Sonne sein.